# Famille d'éléments chimiques
Les éléments chimiques sont traditionnellement regroupés en ensembles plus ou moins formels en fonction des propriétés physiques et chimiques de leur corps simple à l'état standard. Certains de ces regroupements répondent à des définitions de l'UICPA, d'autres sont en usage chez les chimistes sans qu'une définition rigoureuse leur soit associée ; la liste des éléments qui les compose peut donc varier d'une source à l'autre.

Tableau périodique des éléments

## Regroupements définis par l'UICPA
Certaines colonnes du tableau périodique des éléments, appelées groupes, ont reçu des noms standard, dont certains sont toujours en usage tandis que d'autres sont tombés en désuétude — surtout en français, où l'on tend plutôt à désigner les groupes par leur numéro dans le tableau périodique plutôt que par leur nom. L'UICPA a défini certains de ces noms, ainsi que d'autres regroupements d'éléments chimiques, résumés dans le tableau ci-dessous :
| Nom du regroupement     | Éléments chimiques concernés |
| ----------------------- | --- |
| Métaux alcalins         | Éléments du groupe 1 du tableau périodique hormis l'hydrogène |
| Métaux alcalino-terreux | Éléments du groupe 2 du tableau périodique |
| Pnictogènes             | Éléments du groupe 15 du tableau périodique |
| Chalcogènes             | Éléments du groupe 16 du tableau périodique |
| Halogènes               | Éléments du groupe 17 du tableau périodique |
| Gaz nobles              | Éléments du groupe 18 du tableau périodique |
| Lanthanoïdes            | Plus connus sous le nom de lanthanides, regroupant les éléments de numéro atomique allant de 57 à 71                                                                                                |
| Actinoïdes              | Plus connus sous le nom d'actinides, regroupant les éléments de numéro atomique allant de 89 à 103                                                                                                  |
| Terres rares            | Scandium, yttrium et lanthanides |
| Éléments de transition  | Définition de l'UICPA[2] : « élément chimique dont les atomes ont une sous-couche électronique d incomplète, ou qui peuvent former des cations dont la sous-couche électronique d est incomplète. » |

## Regroupements informels
Bien d'autres regroupements d'éléments chimiques sont en usage chez les chimistes et les physiciens des matériaux. On peut retenir par exemple les métaux, les métaux vrais (alcalins et alcalino-terreux, correspondant aux groupes 1 et 2 du tableau périodique), les métaux réfractaires, les métaux nobles, les platinoïdes (groupe du platine), les métaux lourds (techniquement appelés éléments-trace métalliques), les métaux de transition interne (lanthanides et actinides), les métalloïdes, les métaux pauvres, les non-métaux, les transuraniens, les transactinides, ou encore les superactinides. D'autres disciplines ont défini leurs propres typologies d'éléments chimiques, comme la classification géochimique des éléments, qui distingue les lithophiles, les sidérophiles, les chalcophiles et les atmophiles.
L'usage des chimistes ne suit pas nécessairement les recommandations de l'UICPA. Ainsi, la terminologie préconisée lanthanoïde et actinoïde n'est généralement pas employée, surtout en français, où l'on préfère les termes lanthanides et actinides ; l'origine de cette recommandation de l'UICPA provient de la confusion, en anglais, entre le suffixe -ide de ces familles d'éléments et le suffixe -ide propre aux anions en anglais (chloride pour chlorure, sulfide pour sulfure, etc.). De même, la définition des éléments de transition par l'UICPA exclut clairement le groupe 12, qui est pourtant très majoritairement inclus parmi les métaux de transition dans la plupart des manuels et des ouvrages universitaires.

## Familles d'éléments chimiques
Parmi toutes ces définitions et ces usages, qui peuvent parfois être incohérents entre eux, le consensus sur Wikipédia en français a retenu dix familles d'éléments chimiques, dont la définition n'a aucune prétention à l'universalité. Ce sont :
- la famille des métaux alcalins, regroupant le lithium, le sodium, le potassium, le rubidium, le césium et le francium ;
- la famille des métaux alcalino-terreux, regroupant le béryllium, le magnésium, le calcium, le strontium, le baryum et le radium ;
- la famille des lanthanides, regroupant le lanthane, le cérium, le praséodyme, le néodyme, le prométhium, le samarium, l'europium, le gadolinium, le terbium, le dysprosium, l'holmium, l'erbium, le thulium, l'ytterbium et le lutécium ;
- la famille des actinides, regroupant l'actinium, le thorium, le protactinium, l'uranium, le neptunium, le plutonium, l'américium, le curium, le berkélium, le californium, l'einsteinium, le fermium, le mendélévium, le nobélium et le lawrencium ;
- la famille des métaux de transition, regroupant le scandium, le titane, le vanadium, le chrome, le manganèse, le fer, le cobalt, le nickel, le cuivre, l'yttrium, le zirconium, le niobium, le molybdène, le technétium, le ruthénium, le rhodium, le palladium, l'argent, l'hafnium, le tantale, le tungstène, le rhénium, l'osmium, l'iridium, le platine, l'or, le rutherfordium, le dubnium, le seaborgium, le bohrium, le hassium et le copernicium ;
- la famille des métaux pauvres, regroupant l'aluminium, le zinc, le gallium, le cadmium, l'indium, l'étain, le mercure, le thallium, le plomb, le bismuth et le polonium ;
- la famille des métalloïdes, regroupant le bore, le silicium, le germanium, l'arsenic, l'antimoine, le tellure et l'astate ;
- la famille des non-métaux, regroupant l'hydrogène, le carbone, l'azote, l'oxygène, le phosphore, le soufre et le sélénium ;
- la famille des halogènes, regroupant le fluor, le chlore, le brome et l'iode ;
- la famille des gaz nobles, regroupant l'hélium, le néon, l'argon, le krypton, le xénon et le radon.

Les éléments dont la nature chimique est inconnue ne sont rangés dans aucune des dix familles définies ci-dessus : ce sont le meitnérium, le darmstadtium, le roentgenium, le nihonium, le flérovium, le moscovium, le livermorium, le tennesse et l'oganesson.

### Différence entre familles et groupes
Les familles retenues ici, si elles sont parfois homonymes d'un groupe du tableau périodique au sens de l'UICPA, ne sont cependant pas synonymes de ces groupes. En effet, les groupes sont les colonnes du tableau périodique, susceptibles par exemple de recevoir des éléments chimiques hypothétiques, comme ceux de la 8e période. Ainsi, l'élément 119 et l'élément 120 sont, par définition, des éléments des groupes 1 et 2 respectivement, mais ne sont pas pour autant un métal alcalin et un métal alcalino-terreux : leurs propriétés chimiques n'étant pas connues, puisqu'ils n'ont jamais été observés, ils ne peuvent être rangés dans une famille d'éléments chimiques. Par ailleurs, l'hydrogène appartient au groupe des métaux alcalins, mais pas à la famille des métaux alcalins : on le range dans la famille des non-métaux. De la même façon, l'oganesson appartient au groupe des gaz nobles car il est situé dans la 18e colonne du tableau périodique, mais pas à la famille des gaz nobles, car sa nature chimique est inconnue, et il n'est donc rangé dans aucune famille.

### Variabilité selon les sources
La définition de ces familles peut varier sensiblement selon les auteurs. C'est notamment le cas des métaux pauvres et des métalloïdes, dont l'identification repose sur les propriétés macroscopiques, lesquelles peuvent être ambiguës et dépendre des allotropes considérés.
L'étain, par exemple, présente une phase α grise de structure cubique de type diamant, stable aux basses températures, ayant des propriétés métalloïdes proches d'un non-métal, ainsi qu'une phase β blanche de structure tétragonale ayant les propriétés d'un métal pauvre : cette phase étant stable à température ambiante, l'étain est généralement considéré comme un métal pauvre.
Le sélénium est généralement considéré comme un non-métal, mais peut également être rangé parmi les métalloïdes en raison de ses propriétés semiconductrices.
L'astate est un autre exemple d'élément dont le rangement dans une famille unique est délicat. Extrêmement instable, il n'existe jamais en quantités macroscopiques, de sorte que les réactions chimiques de l'élément pur sont quasiment impossibles à observer, et ses propriétés physiques sont estimées par interpolation et extrapolation à partir d'autres éléments chimiques. Situé dans le groupe des halogènes, les propriétés chimiques de l'astate prolongent partiellement celles de la famille des halogènes — notamment sa chimie organique — tout en rappelant par certains aspects celles des métaux, tandis que ses propriétés physiques seraient davantage métalliques que celles de l'iode, de sorte qu'on le range dans la famille des métalloïdes plutôt que dans celle des halogènes ; en toute rigueur, il conviendrait de le ranger à la fois parmi les halogènes et les métalloïdes.

### Cas des éléments de transition
Les éléments du groupe 12 (zinc, cadmium, mercure et copernicium) sont généralement rangés parmi les métaux de transition, bien que l'UICPA les exclue de cette famille. En effet, selon l'UICPA, un élément de transition est « un élément chimique dont les atomes ont une sous-couche électronique d incomplète, ou qui peuvent former des cations dont la sous-couche électronique d est incomplète ».
Le copernicium répond peut-être à cette définition en raison d'effets relativistes stabilisant les orbitales 7s au détriment des orbitales 6d : l'ion Cn2+ aurait ainsi une configuration [Rn] 7s2 5f14 6d8, avec par conséquent une sous-couche 6d incomplète ; en solution aqueuse, il serait peut-être à l'état d'oxydation +2, voire +4. En revanche, les trois autres éléments du groupe 12 présentent toujours une sous-couche d complète, de sorte qu'ils ne peuvent être considérés stricto sensu comme des éléments de transition.

### Cas des non-métaux
La famille des non-métaux retenue ici est plus restrictive que la définition habituelle des non-métaux, qui englobe tous les éléments chimiques qui ne sont ni des métaux ni des métalloïdes, et inclut donc les halogènes et les gaz nobles. Elle correspond aux éléments parfois désignés collectivement de CHNOPS — notamment dans le domaine de l'exobiologie — c'est-à-dire le carbone C, l'hydrogène H, l'azote N, l'oxygène O, le phosphore P et le soufre S, auxquels on adjoint ici le sélénium Se : ce sont les éléments chimiques constitutifs de la matière organique, parfois également appelés organogènes pour cette raison.